# Eva Bonnier
Eva Fredrika Bonnier (født 17. november 1857 i Stockholm ; død 15. januar 1909 i København) var en svensk portrætmaler og en af de førende svenske kvindelige kunstnere i sidste del af det 19. århundrede.
Hun var datter af forlægger Albert Bonnier og hans første kone Betty Rubenson.
Eva Bonnier var medlem af det svenske Konstnärsförbundet og er repræsenteret på Nationalmuseum, Blekinge Museum og Bonniers portrætsamling, og hendes arbejde har også været udstillet på Parisersalonen 1889, Verdensudstillingen i Chicago 1893, Liljevalchs konsthall, Millesgården, Thielska galleriet och Prins Eugens Waldemarsudde.

## Liv og karriere
Eva Bonnier begyndte i 1875 på August Malmströms Kunstskola og fortsatte efterfølgende på Kvindeafdelingen af Kunstakademiet i Stockholm. I 1883 flyttede hun, ligesom mange andre kvindelige nordiske kunstnere i tiden til Paris, hvor hun boede på Mont Martre. Grundet hendes familiære forhold med opvæksten i en meget velhavende jødisk og højborgerligt familie i Stockhom, var hun hele livet økonomisk uafhængig og levede et meget frigjort kvindeliv i forhold til sin tid.
Hun var forlovet med billedhuggeren Per Hasselberg, som hun skulle have været gift med i 1892, men forlovelsen blev afbrudt. Da Per Hasselberg efterfølgende døde i 1894, adopterede Eva Bonnier hans uægte barn, Julia. 
I 1894 flyttede hun tilbage til Stockholm med Julia, hvor hun startede med at lave bestillingsopgaver på portrætmalerier. Senere holdt hun op med at male grundet manglende tro på egne evner som kunstner. I stedet fyldte hendes rolle som mæcen for svenske kunstnere stadigt mere, idet hun opkøbte kunst til offentlige bygninger. 
Eva Bonnier led af depressioner og tog sit eget liv i 1909 (51 år gammel). 

## Kunstnerisk formsprog
Eva Bonnier var realist og skildrede både i sine malerier og skulpturer sine modeller med stor præcision og psykologisk indsigt.
Hun havde særligt i starten af sin kunstneriske karriere en stor produktion af portrætter og menneskeskildringer. Interiører og komplicerede lyseffekter fylder også meget i hendes malerier.
| - Eva Bonnier og familie - Betty og Albert Bonnier med børnene - Portræt, 1901 fra Svenskt Porträttgalleri - Eva Bonnier af Richard Bergh - Eva Bonnier, 1905. Formodentlig i sommerhuset i Dalarö (sv) |

| - Værker af Eva Bonnier - Fru Hanna Marcus, 1886. Nationalmuseum - Atelierinteriør i Paris, 1886, Nationalmuseum, Stockholm - Magdalena, 1887. Prins Eugens Waldemarsudde (sv) - Refleks i blåt, 1887, Nationalmuseum - Syersker, 1887, Villa Bonnier - Husholdersken, 1890, Nationalmuseum – Maria Banck, 'Mussa' (1830-1906) - Rekonvalescent (Lisen Bonnier), 1890 I privat eje - Julia Hasselberg, 1906. Blekinge museum |